# Man of Action Studios
Man of Action Entertainment es un colectivo de escritores estadounidenses especializados en diversas marcas de medios que van desde la televisión, películas, cómics y animación. El estudio es más conocido por sus exitosos programas de acción animada, drama de superhéroes, películas de acción en vivo y cómics en serie, como Ben 10, Generator Rex y Big Hero 6.
Man of Action Entertainment es propiedad y es operado por escritores y artistas de cómics como Duncan Rouleau, Joe Casey, Joe Kelly, y Steven T. Seagle.

## Lista de trabajos de Man of Action Entertainment

### Series de televisión
| Título                                 | Primer Año | Último Año    | Compañía de producción                                                                      | Canal(es)                                  |
| -------------------------------------- | ---------- | ------------- | ------------------------------------------------------------------------------------------- | ------------------------------------------ |
| Ben 10                                 | 2005       | 2008          | Cartoon Network Studios                                                                     | Cartoon Network                            |
| Generator Rex                          | 2010       | 2013          | Cartoon Network Studios                                                                     | Cartoon Network                            |
| The Avengers: Earth's Mightiest Heroes | 2010       | 2013          | Marvel Animation                                                                            | Disney XD                                  |
| Gormiti Nature Unleashed               | 2012       | 2014          | Giochi Preziosi Mondo TV                                                                    | Cartoon Network                            |
| Ultimate Spider-Man                    | 2012       | 2017          | Marvel Animation                                                                            | Disney XD                                  |
| Monsuno                                | 2012       | 2014          | Jakks Pacific Dentsu Entertainment Inc. The Topps Company Larx Entertainment FremantleMedia | Nicktoons                                  |
| Avengers Assemble                      | 2013       | 2019          | Marvel Animation                                                                            | Disney XD                                  |
| Big Hero 6                             | 2017       | 2021          | Disney Television Animation                                                                 | Disney XD                                  |
| Mega Man Fully Charged                 | 2018       | 2019          | Capcom co ltd. DHX Media Dentsu Entertainment Film Roman                                    | Cartoon Network (US) Family CHRGD (Canadá) |
| Bakugan Battle Planet                  | 2019       | 2021          | TMS Entertainment Spin Master Nelvana Writers Guild of Canada Actra Cartoon Network         | Cartoon Network                            |
| Sonic Prime                            | 2022       | En producción | Netflix Sega                                                                                | Netflix                                    |

### Cómics / novelas gráficas
Trabajos para adultos:
| Título                                     | Escritor         | Compañía editorial |
| ------------------------------------------ | ---------------- | ------------------ |
| "Hell Cop"                                 | Joe Casey        | Imagen             |
| "Codeflesh"                                | Joe Casey        | Imagen             |
| "Gødland"                                  | Joe Casey        | Imagen             |
| "Nixon Pals"                               | Joe Casey        | Imagen             |
| "Krash Bastards"                           | Joe Casey        | Imagen             |
| "Charlatan Ball"                           | Joe Casey        | Imagen             |
| "Agente Downe"                             | Joe Casey        | Imagen             |
| "Ziggy Marley's Marijuanaman"              | Joe Casey        | Imagen             |
| "Butcher Baker, Righteous Fabricante"      | Joe Casey        | Imagen             |
| "Doc Bizarre M.D."                         | Joe Casey        | Imagen             |
| "The Bounce"                               | Joe Casey        | Imagen             |
| "Sex"                                      | Joe Casey        | Imagen             |
| "M. Rex"                                   | Joe Kelly        | Imagen             |
| "I kill Gigants"                           | Joe Kelly        | Imagen             |
| "Four eyes"                                | Joe Kelly        | Imagen             |
| "Douglas Fredericks and The House of They" | Joe Kelly        | Imagen             |
| "Bad Dog"                                  | Joe Kelly        | Imagen             |
| "M. Rex"                                   | Duncan Rouleau   | Imagen             |
| "El Nightmarist"                           | Duncan Rouleau   | Imagen             |
| "The Great Unknown"                        | Duncan Rouleau   | Imagen             |
| "Soul Kiss"                                | Steven T. Seagle | Imagen             |
| "Kafka"                                    | Steven T. Seagle | Imagen             |
| "Solstice"                                 | Steven T. Seagle | Imagen             |
| "American Virgin"                          | Steven T. Seagle | DC Comics/Vertigo  |
| "Batula"                                   | Steven T. Seagle | Imagen             |
| "Frankiestein"                             | Steven T. Seagle | Imagen             |
| "The Crusades"                             | Steven T. Seagle | Imagen             |
| "Diario leído"                             | Steven T. Seagle | Imagen             |